# Glenea nitidicollis
Glenea nitidicollis är en skalbaggsart. Glenea nitidicollis ingår i släktet Glenea och familjen långhorningar.

## Underarter
Arten delas in i följande underarter:
- G. n. nitidicollis
- G. n. rufina